# Amica Wronki
Pour les articles homonymes, voir Amica.
Maillots
Le KS Amica Wronki SSA, abrégé plus couramment en Amica Wronki, est un ancien club de football polonais fondé en 1992, basé dans la ville de Wronki et qui a disparu en 2007 après sa fusion avec le Lech Poznań.

## Histoire

### Historique
- 1992 : fondation du club
- 1998 : 1re participation à une Coupe d'Europe (C2, saison 1998/99)
- 2006 : le club est absorbé par le Lech Poznań et redémarre en III liga
- 2007 : le club retire son équipe du championnat de III liga

## Bilan sportif

### Palmarès
| Compétitions nationales |
| - Coupe de Pologne de football (3) : - Vainqueur : 1998, 1999 et 2000. - Finaliste : 2002. - Supercoupe de Pologne (2) : - Vainqueur : 1998 et 1999. - Finaliste : 2000. |

### Bilan européen
Note : dans les résultats ci-dessous, le score du club est toujours donné en premier.
| Saison    | Compétition      | Tour              | Club               | Domicile | Extérieur | Total             |
| --------- | ---------------- | ----------------- | ------------------ | -------- | --------- | ----------------- |
| 1998-1999 | Coupe des coupes | Tour préliminaire | Hibernians FC      | 4 - 0    | 1 - 0     | 5 - 0             |
| 1998-1999 | Coupe des coupes | Premier tour      | SC Heerenveen      | 0 - 1    | 1 - 3     | 1 - 4             |
| 1999-2000 | Coupe UEFA       | Premier tour      | Brøndby IF         | 2 - 0    | 3 - 4     | 5 - 4             |
| 1999-2000 | Coupe UEFA       | Deuxième tour     | Atlético Madrid    | 1 - 4    | 0 - 1     | 1 - 5             |
| 2000-2001 | Coupe UEFA       | Tour préliminaire | FC Vaduz           | 3 - 0    | 3 - 3     | 6 - 3             |
| 2000-2001 | Coupe UEFA       | Premier tour      | Alania Vladikavkaz | 2 - 0    | 3 - 0     | 5 - 0             |
| 2000-2001 | Coupe UEFA       | Deuxième tour     | Hertha Berlin      | 1 - 1    | 1 - 3     | 2 - 4             |
| 2002-2003 | Coupe UEFA       | Tour préliminaire | The New Saints     | 5 - 0    | 7 - 2     | 12 - 2            |
| 2002-2003 | Coupe UEFA       | Premier tour      | Servette FC        | 1 - 2    | 3 - 2     | 4E - 4            |
| 2002-2003 | Coupe UEFA       | Deuxième tour     | Málaga CF          | 1 - 2    | 1 - 2     | 2 - 4             |
| 2004-2005 | Coupe UEFA       | Deuxième tour Q   | Budapest Honvéd    | 1 - 0    | 0 - 1 ap  | 1 - 1 (5 - 4 tab) |
| 2004-2005 | Coupe UEFA       | Premier tour      | FK Ventspils       | 1 - 0    | 1 - 1     | 2 - 1             |
| 2004-2005 | Coupe UEFA       | Groupe F          | Rangers FC         | 0 - 5    | N/A       | Cinquième         |
| 2004-2005 | Coupe UEFA       | Groupe F          | Grazer AK          | N/A      | 1 - 3     | Cinquième         |
| 2004-2005 | Coupe UEFA       | Groupe F          | AZ Alkmaar         | 1 - 3    | N/A       | Cinquième         |
| 2004-2005 | Coupe UEFA       | Groupe F          | AJ Auxerre         | N/A      | 1 - 5     | Cinquième         |

Légende
- Victoire ou qualification pour le tour suivant
- Match nul
- Défaite ou élimination de la compétition

## Personnalités du club

### Entraîneurs
- 1999-2002 : Paweł Janas  Pologne

### Anciens joueurs
- Bartosz Bosacki  Pologne
- Tomasz Dawidowski  Pologne
- Dariusz Dudka  Pologne
- Jerzy Podbrożny  Pologne
- Piotr Reiss  Pologne
- Marcin Wasilewski  Pologne
- Jacek Ziober  Pologne
- Czesław Michniewicz  Pologne